# Glen Huser
Glen Huser, né le 1er février 1943 à Elk Point, en Alberta, est un professeur et écrivain canadien,,.

## Biographie
Glem Huser est d'origine norvégienne et irlando-américaine. Il naît à Elk Point, en Alberta, mais déménage à Ashmont vers l'âge de deux ou trois ans, puis à Edmonton, en 1959. En 1964, il s'inscrit à l'École des Arts de Vancouver, mais quitte le programme après un an afin de retourner auprès de sa famille et d'enseigner. Il termine son baccalauréat en arts après quelques années d'études à temps partiel, alors qu'il prend des cours de soirs et des cours d'été. En 1969, il s'inscrit à l'Université de l'Alberta afin d'obtenir un diplôme en éducation, qu'il reçoit en 1970. Il termine sa maîtrise en 1988. Quelques années plus tard, il termine son doctorat, et sa thèse est publiée sous le titre Grace Lake.   
Il travaille dans plusieurs écoles comme professeur, bibliothécaire ou consultant en enseignement, entre autres à la Highlands School, à la McArthur School, à l'Overlands School, à l'Edmonton Public Schools, au Concordia College et à l'Université d'Alberta. Il a aussi été écrivain en résidence à la Mee-Yah-Noh Elementary School et à la Virginia Park Elementary School, en plus de faire de nombreuses conférences dans des conventions et des écoles.   
Il est reconnu pour avoir développé, en 1978, le projet Magpie pour les écoles publiques d'Edmonton, un magazine trimestriel pour enfants qui marie création littéraire et arts plastiques. Le projet prend fin en 2008.   
De 1979 à 1999, il est membre exécutif de la Children's Literature Roundtable, et de 1990 à 1995 il préside la Young Alberta Book Society. Il est également membre de la Writers' Guild of Alberta.   
En 1996, il quitte le domaine de l'enseignement pour se dédier à l'écriture. Il vit à Vancouver.  

## Œuvres

### Romans et nouvelles
- Grace Lake, Toronto, Edmonton, NeWest Press, 1989, 168 p.  (ISBN 092089769X).

### Jeunesse

#### Albums
- Jeremy's Christmas Wish, Vancouver, Hodgepog, 2000, 40 p.  (ISBN 0968689922).
- Time for Flowers, Time for Snow : a Retelling of the Legend of Demeter and Persephone, illustré par Philippe Béha, Vancouver, Tradewind Books, 2013, 1 vol.  (ISBN 9781896580265).
  - Le temps des fleurs, le temps des neiges, traduit par Jean Antonin Billard et Robert Paquin, Montréal, Planète rebelle, 2015, 1 vol.  (ISBN 9782924174593).
- The Golden Touch : a Retelling of the Legend of King Midas, illustré par Philippe Béha, Vancouver, Tradewind Books, 2015, 1 vol.  (ISBN 9781896580739).
  - L'or du roi Midas, traduit par Robert Paquin, Montréal, Planète rebelle, 2017, 1 vol.  (ISBN 9782924174876).
- The Snuggly, illustré par Milan Pavlovic Toronto, Groundwood Books, 2018, 1 vol.  (ISBN 9781554989010).

#### Romans et nouvelles
- Touch of the Clown, Toronto, Groundwood Books, 1998, 232 p.  (ISBN 9780888993571).
- Stitches, Toronto, Groundwood Books, 2003, 198 p.  (ISBN 0888995539).
- Skinnybones and Wrinkle Queen, Toronto, Groundwood Books, 2006, 232 p.  (ISBN 0888997329 et 9780888997326).
  - Paquet d'os et la reine des rides, traduit par Claudine Vivier, Montréal, Boréal, coll. « Boréal Inter », 2008, 249 p.  (ISBN 978-2-7646-0627-8).
- The Runaway, Tradewind Books, 2012.  (ISBN 9781896580210).
- The Elevator Ghost, Toronto, Groundwood Books, 2014, 118 p.  (ISBN 9781554984275).
- Burning the Night, Edmonton, NeWest Press, 2021, 272 p.  (ISBN 9781774390115).

## Prix et honneurs
- 1974 : lauréat du Edmonton Journal Literary Award, catégorie nouvelle[3]
- 1979 : lauréat du Edmonton Journal Literary Award, catégorie poésie[3]
- 1980 : lauréat du Edmonton Journal Literary Award, catégorie théâtre[3]
- 1986 : récipiendaire de la bourse d'études Wilfrid R. May pour le développement de sa carrière[4]
- 1992 : finaliste pour le prix W.H. Smith-Books in Canada, catégorie du prix du premier roman pour Grace Lake[5]
- 1996 : lauréat d'un prix de mérite des écoles publiques d'Edmonton, pour ses services en lien avec le comité éditorial de Magpie[4]
- 2003 : lauréat du Prix littéraire du Gouverneur général, catégorie littérature jeunesse en anglais, pour Stitches[3]
- 2006 : finaliste au Prix littéraire du Gouverneur général, catégorie littérature jeunesse en anglais, pour Skinnybones and the Wrinkle Queen[6]